# Історія театру

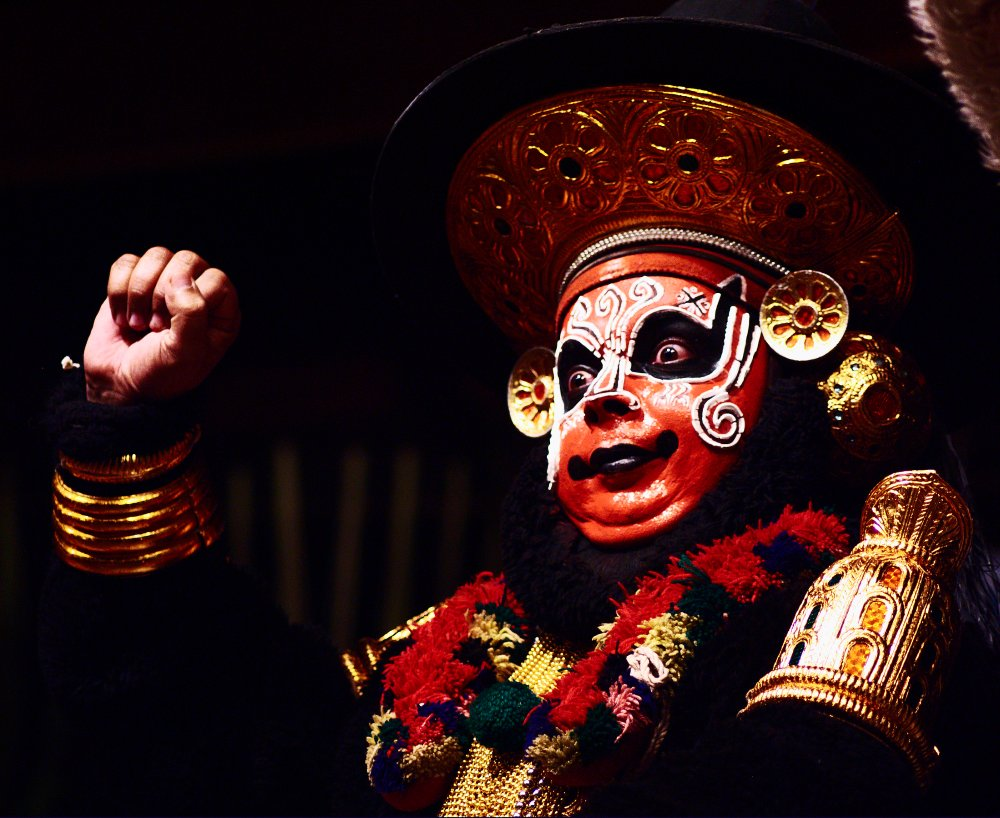
Актор у формі санскритського театру

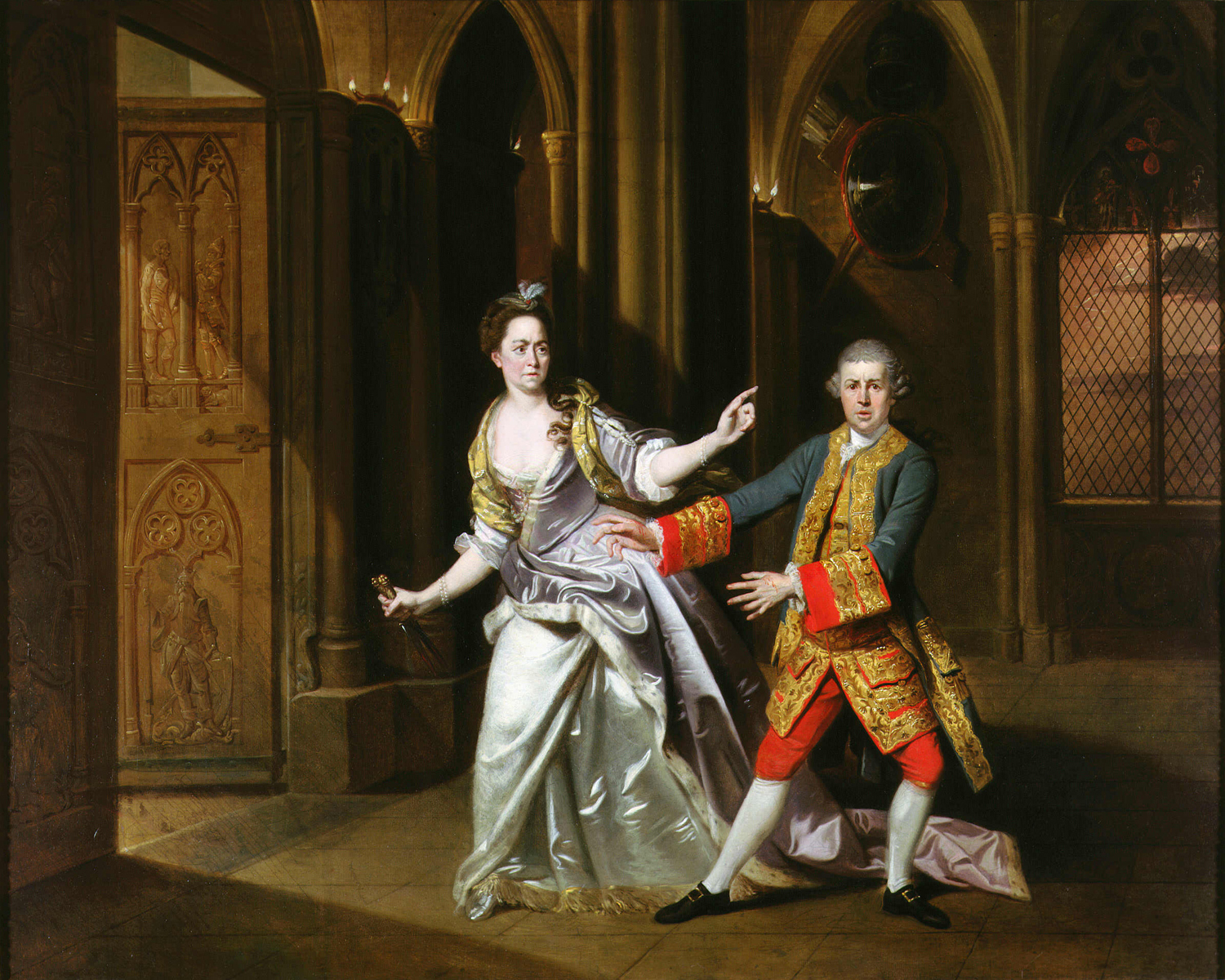
Ханна Притчард у ролі леді Макбет, а Девід Гаррік у ролі Макбет у Королівському театрі, Дрюрі Лейн у квітні 1768 р.

Історія театру — сукупність подій, які стосуються виникнення та розвитку сценічного мистецтва.

## Витоки
Театр виник як виконання ритуальних дій. Аристотель у своїй «Поетиці» зазначав, що театр приносив очищення та зцілення глядачеві за допомогою видіння. Місце проведення таких вистав було названо театроном. Починаючи з класичних Афін у 6 столітті до нашої ери, яскраві традиції театру процвітали в культурах по всьому світу.
На думку істориків Оскара Броккета та Франкліна Хілді, ритуали включають елементи, які додають задоволення, такі як костюми та маски, а також кваліфіковані виконавці. Ці вражаючі елементи почали діяти в неритуальних умовах. Коли це відбулося, були зроблені перші кроки до театру.

## Європейський театр

### Грецький театр

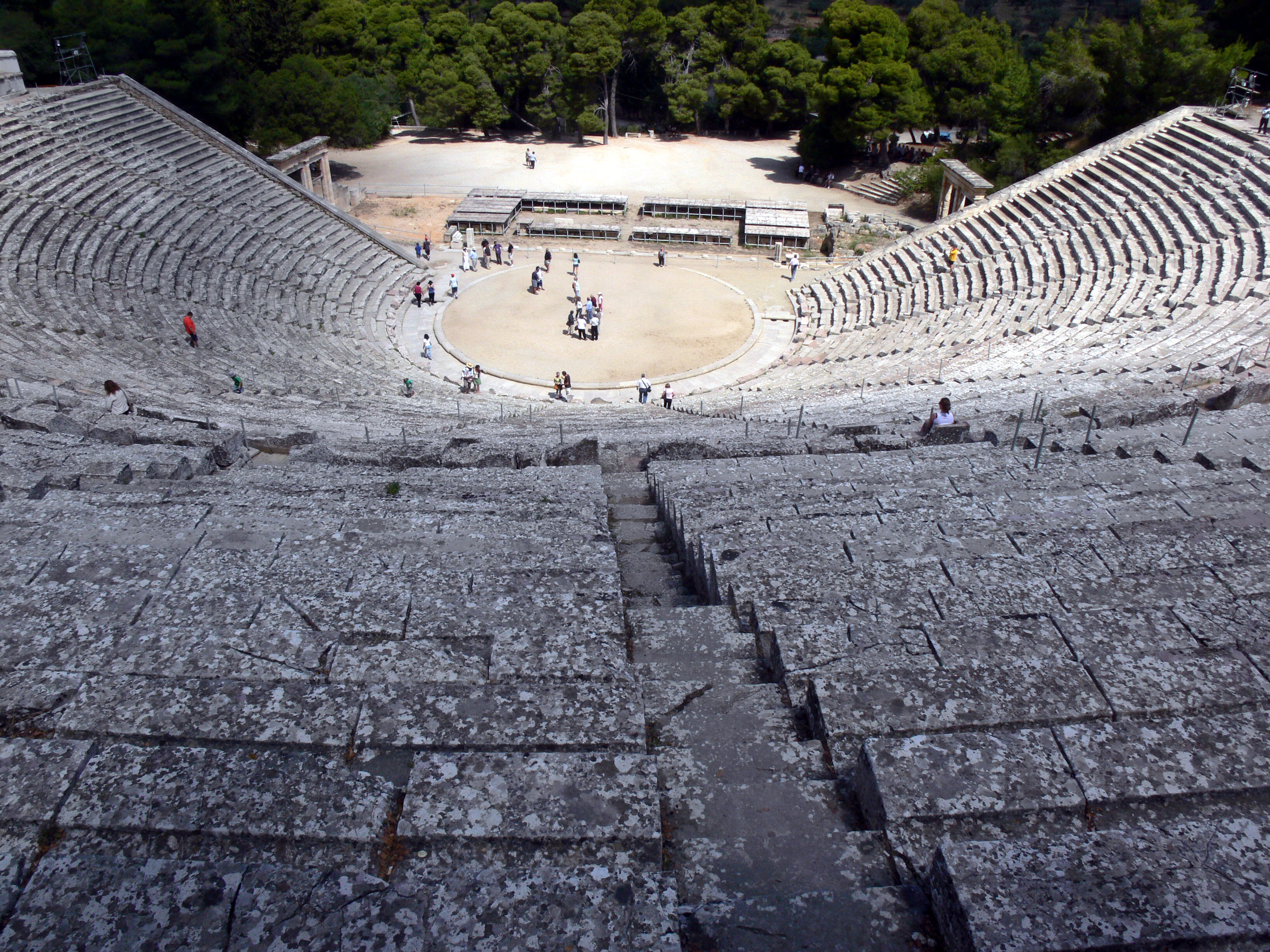
Найкраще збережений класичного грецького театру, Театр Епідавра, має кругову оркестру і на дає уяву про оригінальні форми афінського театру, хоча датується IV століттям до н. е.

Грецький театр, найбільш розвинений в Афінах, є корінням західних традицій. Участь у багатьох фестивалях міста-держави — і участь у Міській Діонісії була важливою частиною громадянства. Громадянська участь включала оцінку риторики ораторів, про яку свідчать виступи на політичних зборах, які сприймалися як аналогічні театру. Театр Стародавньої Греції складався з трьох типів драми: трагедії, комедії та сатиричної драми.
Афінська трагедія — найдавніша форма трагедії, що збереглася — є різновидом танцювальної драми, яка склала важливу частину театральної культури міста-держави.  Виникнувши у 6 столітті до н. е., театр розцвів у 5 столітті до нашої ери і продовжував користуватися популярністю до початку Елліністичного періоду. Жодної трагедії шостого століття не збереглося, лише тридцять дві з понад тисячі, що були протягом 5-го століття. Витоки трагедії залишаються неясними, хоча до V століття вона була інституціоналізована на змаганнях, які проводилися в рамках свят, присвячених Діонісу, (богу вина та родючості). Як учасники конкурсу «Міська Діонісія» (найпрестижніший з фестивалів для постановки драми), драматурги повинні були представити тетралогію п'єс (хоча окремі твори не обов'язково були пов'язані між собою історією чи темою), яка, як правило, складалася з трьох трагедій та одна гра сатири. Виконання трагедій у міській Діонісії розпочалося ще в 534 р. до н. е. Більшість афінських трагедій драматизують події грецької міфології.  Коли Есхіл виграв першу нагороду в міській Діонісії в 472 р. до н. е., він писав трагедії більше 25 років. Понад 130 років потому філософ Арістотель проаналізував афінську трагедію V століття в найдавнішому збереженому творі драматичної теорії — його Поетиці (близько 335 р. до н. е.). Афінська комедія умовно поділяється на три періоди: «Стара комедія», «Середня комедія» та «Нова комедія». Стара комедія виживає сьогодні переважно у формі одинадцяти збережених п'єс Арістофана, тоді як Середня комедія значною мірою втрачена (збережена лише порівняно короткими фрагментами у Афінея Навкратіса). Нова комедія відома насамперед із значних фрагментів папірусу п'єс Менандра.

### Римський театр

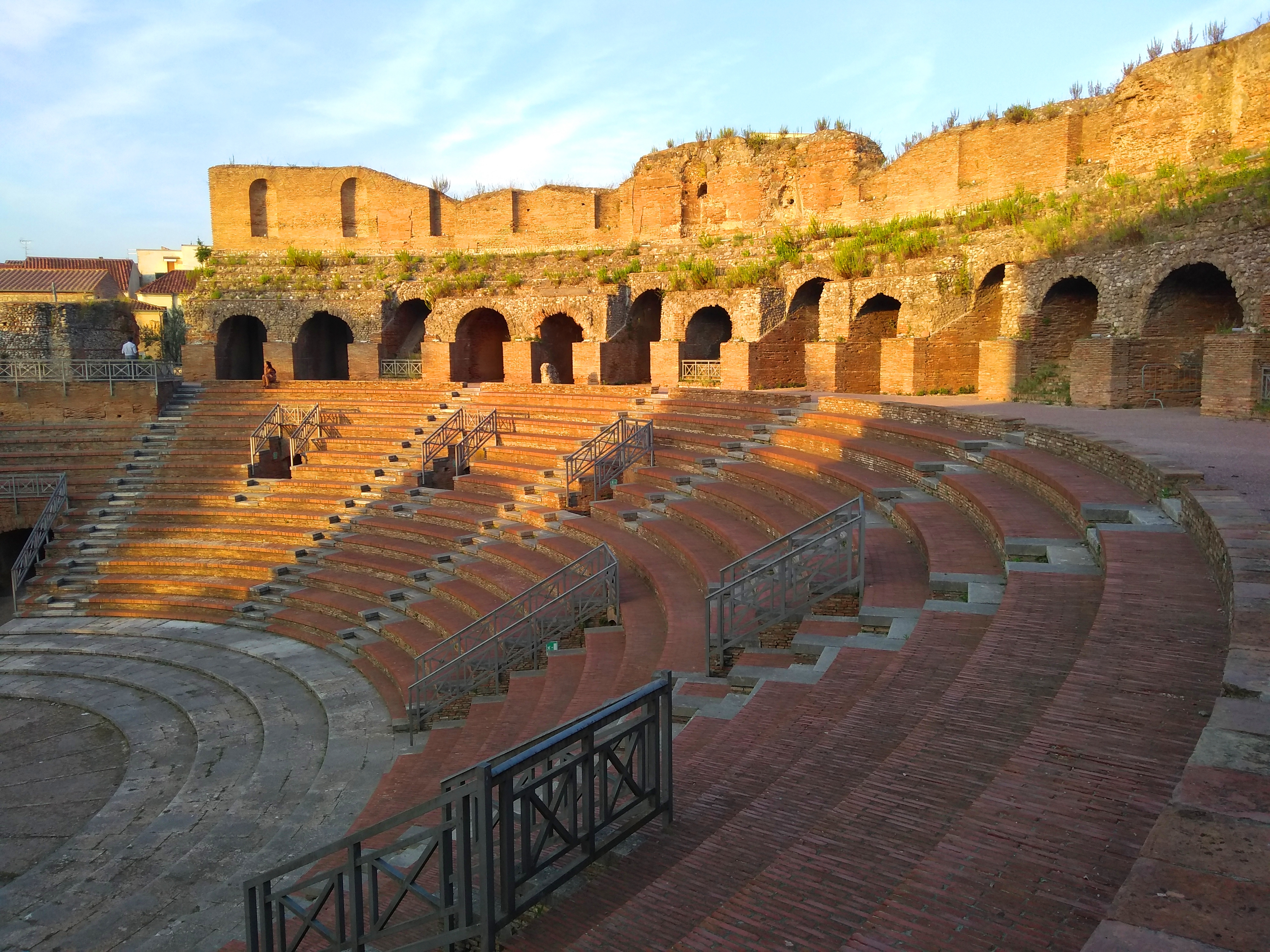
Римський театр у Беневенто, Італія

Західний театр значно розвивався і розширювався за римлян. Римський історик Лівій писав, що римляни вперше дивились театр у 4 столітті до нашої ери, коли виступали етруські актори.  Театр Стародавнього Риму був процвітаючим видом мистецтва, починаючи від фестивальних вистав вуличного театру, танців оголеного тіла та акробатики, закінчуючи постановкою привабливих ситуаційних комедій Плавта до високомодних, словесно розроблених трагедій Сенеки. Рим мав місцеву традицію вистави, еллінізація римської культури в 3 столітті до нашої ери мала глибокий вплив на римський театр і спонукала до розвитку латинських літератур для сцени.
Після розширення Римської республіки (509–27 рр. до н. е.) на кілька грецьких територій між 270—240 рр. до н. е. у Римі представили грецьку драму. У пізніші роки республіки за допомогою Римської імперії (27 р. до н. е. — 476 р. н. е.) театр поширився на захід по всій Європі, навколо Середземного моря і дійшов до Англії; Римський театр був різноманітнішим, масштабнішим і витонченішим, ніж будь-яка культура до цього. Грецька драма продовжувала виступати протягом усього римського періоду, 240 рік до нашої ери ознаменував початок римської драми. З початку імперії інтерес до драми знизився на користь більш широкого спектра театральних розваг.
Першими важливими творами римської літератури були трагедії та комедії, які Лівій Андронік писав з 240 р. до н. Через п'ять років Гней Невій також почав писати драму. Жодної п'єси жодного письменника не збереглося. Андроніка найбільше цінували за його трагедії, а Невія - за комедії. На початку II століття до нашої ери в Римі міцно утвердилася драма і була створена гільдія письменників.
Усі римські комедії, що збереглися, — це комедії, засновані на грецьких сюжетах, автори яких Тит Макцій Плавт та Теренцій. Переробляючи грецькі оригінали, римські драматурги скасували роль хору в поділі драми на епізоди та ввели в неї діалог музичний супровід. Дія всіх сцен відбувається в зовнішньому розташуванні вулиці, і її ускладнення часто випливають із підслуховування. Плавт, більш популярний з них, писав між 205 і 184 рр. до н. е. До нашого часі дійшли двадцять його комедій, з яких його фарси найбільш відомі. Відзначають дотепність його діалогу та використання різноманітних поетичних метрів. Усі шість комедій, які Теренцій написав між 166 і 160 роками до нашої ери, збереглися.
Жодної ранньоримської трагедії не збереглося, хоча вони високо цінувались у свій час; історикам відомо про трьох ранніх трагіків — Квінта Еннія, Марка Пакувія та Луція Акція. З часів імперії збереглися роботи двох трагіків — один невідомий автор, а другий — філософ-стоїк Сенека. Дев'ять трагедій Сенеки вижили.
На відміну від давньогрецького театру, театр у Стародавньому Римі дозволяв бути жінкам-виконавцям. У той час як більшість було зайнято для танців і співу, меншість актрис досягли багатства, слави і визнання їх мистецтва. Вони також створили свою власну акторську гільдію.

### Перехідний та ранньосередньовічний театр, 500—1050
Коли Західна Римська імперія занепала через IV і V століття, місце перебування римської влади перейшло до Константинополя та Східної Римської імперії, яку сьогодні називають Візантійською імперією. Збережені свідчення про візантійський театр незначні, існуючі записи показують, що мім, пантоміма, сцени чи декламації трагедій та комедій, танців та інших розваг були дуже популярними. У Константинополі було два театри, які використовувались ще у 5 столітті. Значення візантійців в театральній історії полягає у збереженні ними багатьох класичних грецьких текстів та складанні масивної енциклопедії, з якої походить велика кількість сучасної інформації про грецький театр.
З V століття Західна Європа занурилася в період загального безладу, який тривав до X століття. Більшість організованих театральних заходів зникли в Західній Європі. Невеликі кочові групи гуляли по Європі протягом усього періоду, виступаючи скрізь, де вони могли знайти аудиторію, немає жодних доказів того, що вони створювали щось, крім грубих сцен. Церква засуджувала цих виконавців у темні століття середньовіччя, оскільки їх вважали небезпечними, язичницькими.

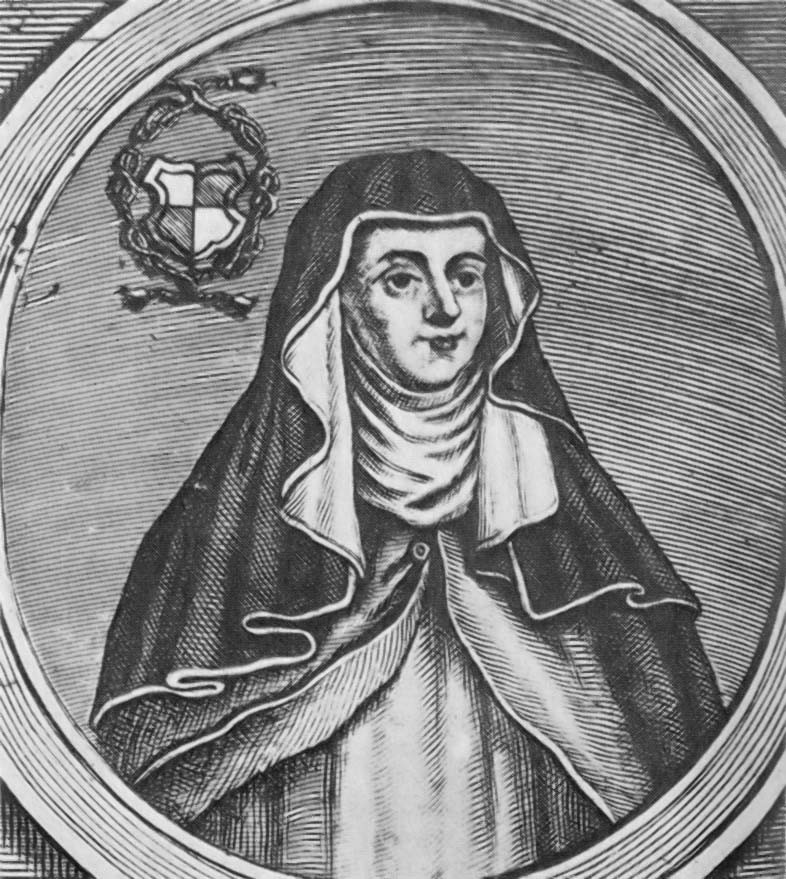
Хросвіта Гандерсхайм, перший драматург посткласичної епохи.

До раннього середньовіччя церкви в Європі почали інсценувати драматизовані версії певних біблійних подій у певні дні року. Ці драматизації були включені для того, щоб оживити щорічні святкування. Символічні предмети та дії — вбрання, вівтарі, кадильниці та пантоміма у виконанні священиків — згадували християнський ритуал. Це були великі набори візуальних знаків, які можна було використовувати для спілкування з переважно неписьменною аудиторією. Ці вистави переросли у літургійні драми, найраніша з яких — пасхальний троп «Кого ти шукаєш», починаючи близько 925 р.
Хросвітха (близько 935—973), каноніса на півночі Німеччини, написала шість п'єс за зразком комедій Теренція, але з використанням релігійних сюжетів. Ці шість п'єс : «Авраам», «Каллімах», «Дульцій», «Галлікан», «Пафнутій» і «Сапієнтія» — це перші відомі п'єси, написані жінкою-драматургом. Потім була Гільдеґарда Бінгенська († 1179), ігуменя-бенедиктинка, яка написала латинську музичну драму в 1155 році.

### Високий та пізньосередньовічний театр, 1050—1500

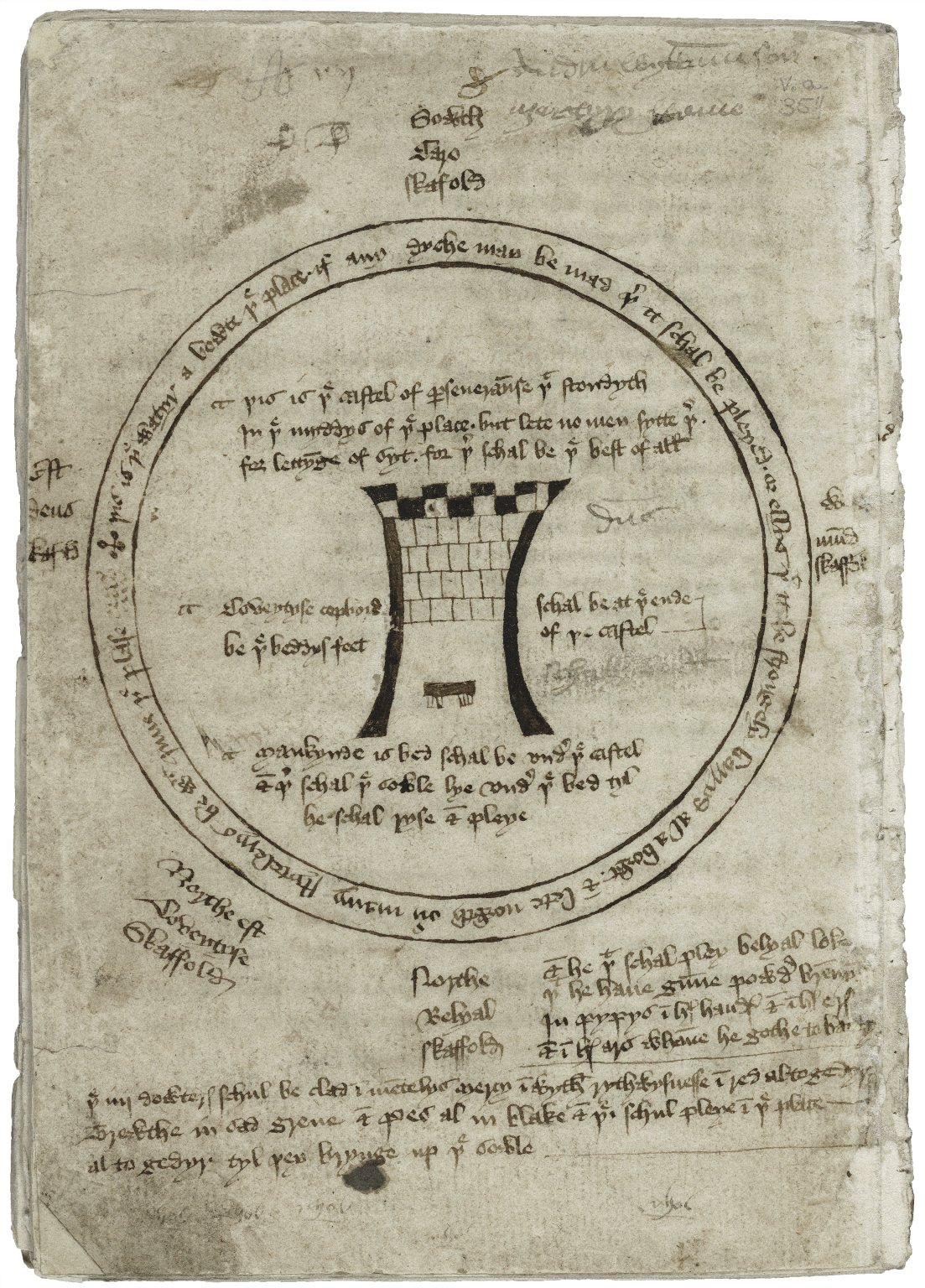
Сценічний малюнок із народної п'єси моралі XV століття «Замок наполегливості» (як це знайдено в Макрографічному рукописі).

Оскільки вторгнення вікінгів припинилося в середині XI століття, літургійна драма поширилася з Росії в Скандинавію та Італію. Лише на окупованому мусульманами Піренейському півострові літургійні драми взагалі не подавались. Незважаючи на велику кількість богослужбових драм, що збереглися в той період, багато церков виконували лише одну-дві на рік, а врешті церков ніколи не виконували жодної.
Свято дурнів було особливо важливим у розвитку комедії. Фестиваль змінив статус духовенства і дозволив їм висміяти начальство та рутину церковного життя.   Комічні епізоди повинні були чекати, поки драма не відокремиться від літургії.
Виконання релігійних п'єс за межами церкви розпочалося десь у 12 столітті, до наших часів дійшли кілька п'єс цього періоду, зокрема «Воскресіння», «Гра царів волхвів» (іспанська) та «Спонсус» (французька).
Більшість акторів у цих виставах були з місцевого населення. Наприклад, у Валенсьєні в 1547 році 72 акторам було призначено понад 100 ролей. Постановки ставились на сценах фургонів, що представляли собою платформи, встановлені на колесах. Етап платформи, який являв собою неідентифікований простір, а не конкретний регіон, дозволяв різкі зміни в розташуванні.

### Відродження

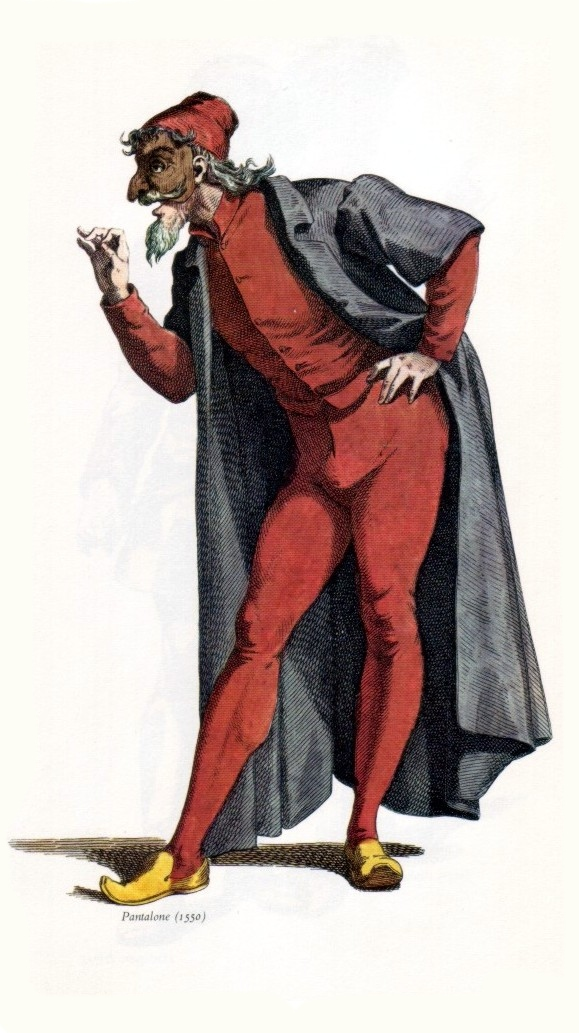
Жадібний, високо статусний Комедія дель арте маскований персонаж.

Трупи впродовж століть виконували жваві імпровізаційні майстерні по всій Європі. Комедія дель арте виникла в Італії в 1560-х роках, була театром, орієнтованим на актора, який вимагав мало декорацій і дуже мало реквізиту. П'єса виникла не з письмової драми, а із сценаріїв, які забезпечували ситуації,   результат дії, навколо яких актори імпровізували. У виставах використовувались персонажі, котрих можна було розділити на три групи: закохані, господарі та слуги. Закохані мали різні імена та характеристики в більшості вистав і часто були дітьми майстра. Роль господаря, як правило, базувалася на одному з трьох стереотипів: Панталоне, літній венеціанський купець; Дотторе, друг або суперник Панталоне, педантичний лікар чи адвокат, який діяв набагато розумніше, ніж був насправді; і Капітано, який колись був коханцем, але перетворився на самохвальника, який хвалився своїми подвигами в любові та війні, але часто був страшенно некваліфікованим в обох. Зазвичай він носив меч, носив накидку та пернатий головний убір. Персонаж слуги (званий Дзанні) мав лише одну повторювану роль: Арлекіно. Він був і хитрим, і невігласом, досвідченим танцівником і акробатом. Зазвичай він носив дерев'яну палицю з розколом посередині, щоб вона видавала сильний шум, коли щось ударяла. Пуританські опозиціонери до сцени стверджували не лише те, що сцена загалом була язичницькою, але і те, що будь-яка п'єса, що представляла релігійного діяча, за своєю суттю ідолопоклонство. У 1642 р., на початку Англійської громадянської війни, пуританська влада заборонила вистави у межах міста Лондона. Глибокий напад проти аморальності театру зруйнував те, що було в англійській драматичної традиції.

### Іспанський театр Золотого століття

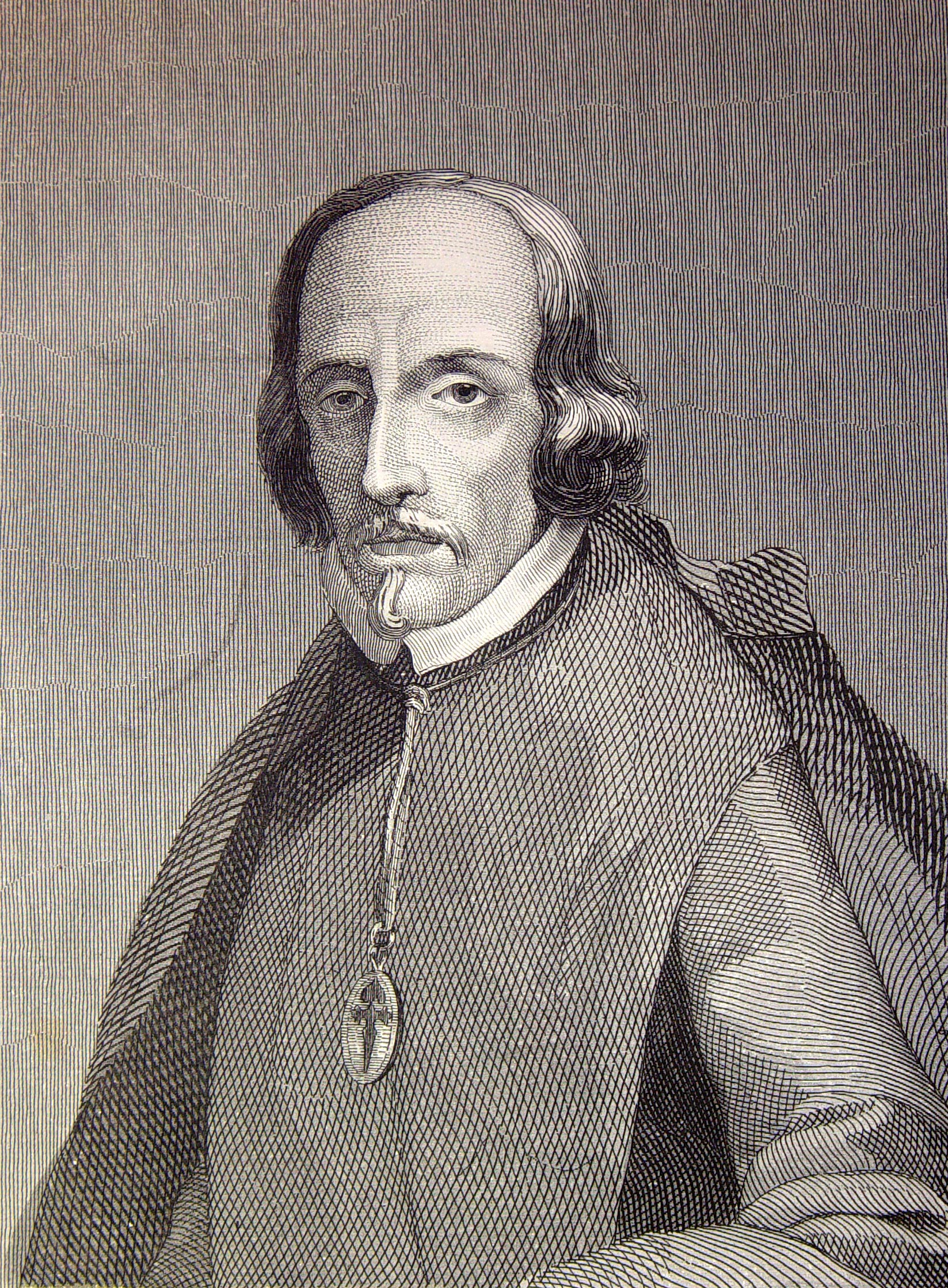
Кальдерон де ла Барка, ключова фігура театру іспанського Золотого століття

Протягом свого Золотого століття, приблизно з 1590 по 1681 рр., в Іспанії спостерігався розвиток живого театру, а виростало значення театру в іспанському суспільстві. Це був доступний вид мистецтва для всіх учасників епохи Відродження Іспанії, який був спонсорований аристократичним класом і представниками нижчих верств. Обсяг і різноманітність іспанських вистав під час Золотого століття були безпрецедентними в історії світового театру, перевершуючи драматичну постановку англійського Відродження щонайменше в чотири рази. Цей період був джерелом критики і похвалою іспанського театру «Золотого віку за акцентування на кількості перед якістю Велика кількість з 10 000 до 30 000 п'єс цього періоду досі вважаються шедеврами.
Джерела впливу на національний театр Іспанії були різноманітними, як і театр. «Золотий вік» різко вплинув на театр наступних поколінь у Європі та в усьому світі. Іспанська драма мала негайний і значний вплив на сучасні події в англійському театрі Відродження. Це також мало вплив на театр у всьому іспаномовному світі. Зростає кількість творів, які перекладаються, збільшуючи охоплення іспанського театру «Золотого віку» та зміцнюючи його репутацію серед критиків та меценатів театру.

### Театр французького бароко
- П'єр Корней (1606–84)
- Мольєр (1622–73)
- Жан Расін (1639–99)

### Реставраційна комедія

Вишуканість зустрічається з бурлеском

Після того, як пуританські режими на 18 років заборонили виступи, у 1660 р. настало відродження англійської драми. Англійські комедії, написані та виконані в період Реставрації з 1660 по 1710 рік, називаються «Комедія реставрації». Комедія з реставрації славиться своєю сексуальністю, якістю, яку заохочував Карл II (1660—1685) особисто та аристократичний склад його двору. Вперше жінкам було дозволено трати в театрі. Суспільно різноманітна аудиторія включала як аристократів, так і їхніх слуг. У комедіях вабило любовне життя молодих і модних, а центральна пара доводила свої залицяння до успішного завершення. Глядачів приваблювали комедії з цікавими і жвавими сюжетами, введенням перших професійних актрис та підйомом перших знаменитостей. У цей період з'явилася перша професійна жінка-драматург Афра Бен.
Як реакція на декаданс постановок епохи Карла II зростала популярність сентиментальної комедії. Цей жанр зосереджувався на заохоченні доброчесної поведінки, показуючи персонажів середнього класу, які долають низку моральних випробувань. Драматурги, такі як Коллі Сіббер і Річард Стіл, вважали, що люди за своєю суттю добрі, але здатні збитися зі шляху. Вони прагнули апелювати до благородних настроїв аудиторії, щоб глядачі могли реформуватися.

### Реставрація
Ефект «Реставрації», або детально поставлена «машинна гра», вийшла на публічну сцену Лондона наприкінці Реставрації XVII століття, захопивши публіку бойовиками, музикою, танцями, рухомими декораціями, бароковим ілюзіоністичним живописом, чудовими костюмами та такими спецефектами, як фокуси в люках, «літаючі» актори та феєрверки. Ці шоу завжди мали репутацію вульгарної та комерційної загрози. Вони привернули лондонців у безпрецедентній кількості і залишили їх захопленими.
В театрі початку 17 століття ніколи не соромилися запозичення ідей та сценічної техніки у французької опери. Тільки небагатьох творів цього періоду зазвичай дають термін «опера», оскільки музичний вимір більшості з них підпорядковується візуальному. Це було видовище та декорації, які привернули натовп людей, про що свідчать багато коментарів у щоденнику любителя театру Самуеля Пепіса. Витрати на монтаж все більш досконалих мальовничих постановок загнали дві конкуруючі театральні компанії в небезпечну спіраль величезних витрат і відповідно величезних втрат або прибутку.

### Неокласичний театр

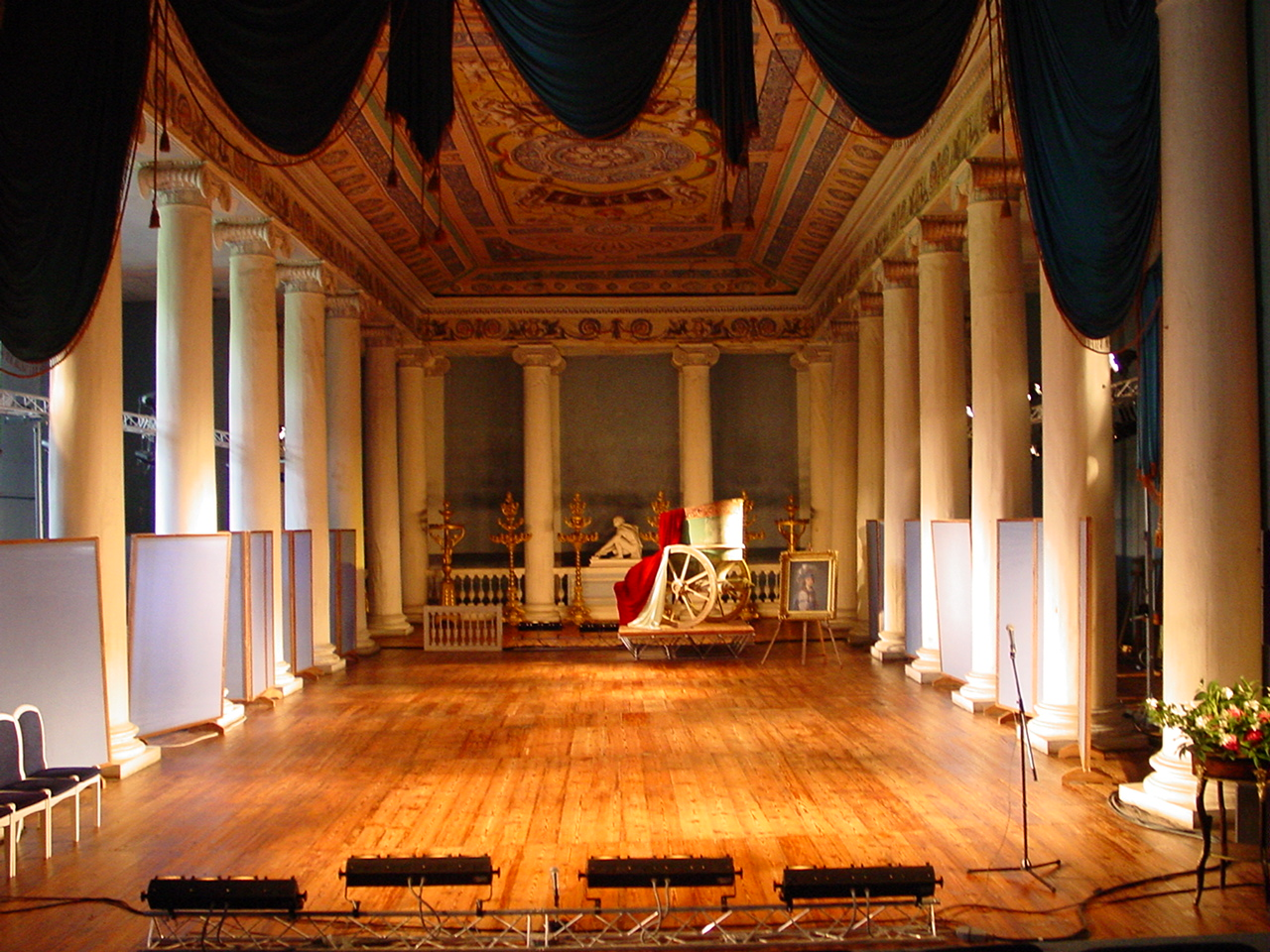
Неокласичний театр 18 століття в Останкіно, Москва

Неокласицизм був домінуючою формою театру у 18 столітті. Це вимагало прихильності та суворого дотримання класичних єдностей. Неокласичний театр, а також часовий період характеризуються своєю грандіозністю. Костюми та декорації були хитромудрими та складними. Для акторської гри характерні великі жести і мелодрама. Неокласичний театр охоплює епоху Реставрації, Августану та Джонстініана. В одному сенсі неокласична епоха безпосередньо слідує за часом Відродження.
Театри початку 18 століття — фарси Реставрації були замінені політично-сатиричними комедіями. Парламент 1737 р. прийняв Закон про ліцензування сцени, який запровадив державну цензуру на публічні вистави та обмежив кількість театрів у Лондоні двома.

### Театр ХІХ століття
Театр у 19 столітті ділиться на дві частини: ранню та пізню. У ранньому періоді панували мелодрама та романтизм.
Починаючи з Франції, мелодрама стала найпопулярнішою театральною формою. "Мізантропія і покаяння " Августа фон Коцебу (1789) часто вважається першою мелодраматичною п'єсою. П'єси Коцебу та Рене Шарля Гільберта де Піксерекур встановили мелодраму як домінуючу драматичну форму початку 19 століття.
У Німеччині спостерігалася тенденція до історичної точності в костюмах та обстановці, революція в театральній архітектурі та запровадження театральної форми німецького романтизму. Під впливом тенденцій у філософії 19-го століття та образотворчому мистецтві німецькі письменники все більше захоплювались своїм тевтонським минулим і мали зростаюче почуття націоналізму. П'єси Готхольда Єфрема Лессінга, Йоганна Вольфганга фон Гете, Фрідріха Шиллера та інших драматургів Штурма і Дранга надихнули на зростаючу віру в почуття та інстинкти.

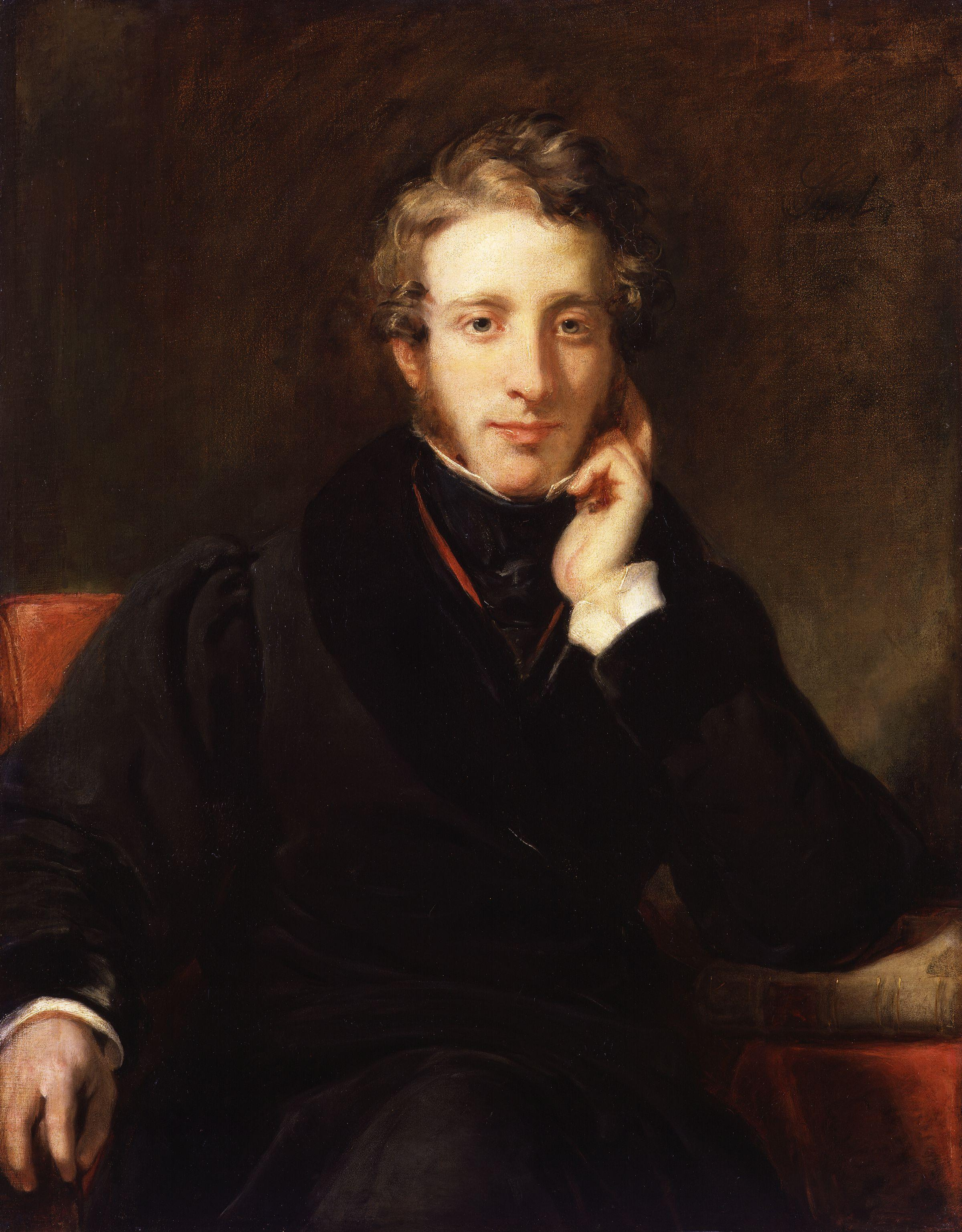
Едвард Булвер-Літтон.

У Великій Британії Персі Біші Шеллі та Джордж Гордон Байрон були найвідомішими драматургами свого часу. П'єси Коцебу були перекладені англійською мовою, а "Повість про таємницю" Томаса Холкрофта була першою з багатьох англійських мелодрам. Була тенденція до більш сучасних та сільських історій на відміну від звичайних історичних або фантастичних мелодрам. Джеймс Шерідан Ноулз та Едвард Булвер-Літтон створили «джентльменську» драму, яка почала відновлювати колишній престиж театру з аристократією
У пізніший період XIX століття виникло два суперечливі типи драми: реалізм і модернізм, такі як символізм і попередники експресіонізму.
Реалізм почався в XIX столітті в Росії і набув більш безкомпромісної форми. Починаючи з п'єс Івана Тургенєва (який використовував «побутові деталі для виявлення внутрішньої суєти»), Олександра Островського (який був першим російським професійним драматургом), Олексія Пісемського і Льва Толстого, традиція психологічного реалізму в Росії завершилася створенням Московського художнього театру Костянтином Станіславським та Володимиром Немировичем-Данченком.
Натуралізм, театральний рух, що народився в книзі Чарльза Дарвіна «Походження видів» (1859) та сучасних політичних та економічних умовах, знайшов свого головного прихильника в Еміля Золя. Реалізації ідей Золя заважала відсутність здібних драматургів, що писали натуралістичну драму.
У Великій Британії продовжували користуватися популярністю мелодрами, легкі комедії, опери, шекспірівська та класична англійська драма, вікторіанський бурлеск, пантоміми, переклади французьких фарсів, а з 1860-х років — французькі оперети. Комічні опери Гілберта і Саллівана, настільки успішні, що значно розширили аудиторію музичного театру. Пізніше робота Генрі Артура Джонса та Артура Вінга Пінеро започаткували новий напрямок на англійській сцені.
Їхня творчість проклала шлях драматургії. Ібсен народився в Норвегії в 1828 році. Він написав двадцять п'ять п'єс, серед яких найвідоміші — «Ляльковий дім» (1879), « Привиди» (1881), «Дика качка» (1884), «Хедда Габлер» (1890). Крім того, його роботи Росмерсхолм (1886) та Коли ми прокидаємось (1899) викликають відчуття таємничих сил, що діють у людській долі, що мало стати основною темою символізму та так званого "Театру абсурду".
Після Ібсена британський театр переживав пожвавлення завдяки роботам Джорджа Бернарда Шоу, Оскара Уайльда, Джона Голсуорсі, Вільяма Батлера Йейтса та Харлі Гранвіля Баркера. На відміну від  похмурих і надзвичайно серйозних робіт своїх сучасників, Шоу і Уайльд писали насамперед у комічній формі.

### Театр ХХ століття
Більша частина театру 20 століття продовжувала напрямки реалізму та натуралізму, існувало також багато експериментальних театрів які    відкидали ці умовності. Експерименти є частиною модерністського та постмодерністського рухів, включаючи форми політичного театру, а також більш естетично орієнтовану роботу. Приклади включають: епічний театр, Театр жорстокості та так званий "Театр абсурду".
Термін «практикуючий театр» став використовуватися для опису того, хто одночасно створює театральні вистави і хто створює теоретичний дискурс, який інформує про практичну роботу. Практик театру може бути режисером, драматургом, актором або — що характерно — часто поєднанням цих традиційно окремих ролей Він використовується для опису театральної практики від розвитку Костянтином Станіславським його "системи", біомеханіки Всеволода Мейєрхольда, епосу Бертольта Брехта та бідного театру Єжи Гротовського до наших днів із сучасними практиками театру, включаючи Августо Боаль, Даріо Фо.
Серед інших ключових фігур театру 20 століття: Антонін Арто, Август Стріндберг, Антон Чехов, Франк Ведекінд, Моріс Метерлінк, Федеріко Гарсія Лорка, Євген О'Ніл, Луїджі Піранделло, Джордж Бернард Шоу, Гертруда Штейн, Ернст Толлер, Володимир Маяковський, Артур Міллер, Теннессі Вільямс, Жан Жене, Ежен Іонеско, Самуель Беккет, Гарольд Пінтер, Фрідріх Дюрренматт, Хайнер Мюллер та Каріл Черчілль.
Низка естетичних рухів продовжували існувати або створювались у 20 столітті, серед них:
- Натуралізм
- Реалізм
- Дадаїзм
- Експресіонізм
- Сюрреалізм і театр жорстокості
- Театр абсурду
- Постмодернізм
- Агітпроп

Після великої популярності британських едуардівських музичних комедій став домінувати американський музичний театр, починаючи з мюзиклів театру Принцеси, а потім роботи братів Гершвін, Коула Портера, Джерома Керна, Роджерса та Харта, а пізніше Роджерса і Хаммерштейна.
Театральне мистецтво поширювалось; після війни 1812 року театр вдосконалювався. Багато нових театрів створювали громади, але в Новому Орлеані французи заснували професійний театр у 1791 р. Кілька труп створили театр у Цинциннаті, штат Огайо. Перший офіційний західний театр з'явився в 1815 році.

### 1895—1945рр. Реалізм
У цю епоху театр створює типового героя у типових обставинах. Це частково пов'язано з громадянською війною, тому що Америка тепер була заплямована власною кров'ю.

#### Театр Йоруба
У новаторському дослідженні театру Йруба Джоель Адедеджі веде свій початок від маскараду Егунгуна). Традиційна церемонія завершується сутністю маскараду, де вважається, що предки повертаються у світ живих, щоб відвідати своїх нащадків. На додаток до свого походження в ритуалі, театр можна «простежити за» театрогенною "природою ряду божеств в пантеоні йоруби.
У 16 столітті діяла трупа мандрівних виконавців, чиї масковані форми несли у собі містичну атмосферу. Вони створили короткі сатиричні сцени, які залучили низку усталених стереотипних персонажів. У їх виступах використовували мім, музику та акробатику. У 1990-х популярний мандрівний театр перейшов на телебачення і кіно і зараз рідко дає вистави в реальному часі.
«Тотальний театр» також розвивався в Нігерії в 1950-х. У ньому використовувались не натуралістичні прийоми, сюрреалістичні фізичні образи та здійснювалось гнучке використання мови. Драматурги, що писали в середині 70-х років минулого століття, використовували деякі з цих прийомів, але формулювали їх, «радикально оцінюючи проблеми суспільства».
Традиційні режими вистави сильно вплинули на основних діячів сучасного нігерійського театру. Робота Губерта Огунде (якого іноді називають «батьком сучасного театру Йорубана») була поінформована традицією Аларанжі та маскарадами Егунгуна. Воул Сойінка, який «загальновизнаний як найбільший живий драматург Африки», надає божеству Огун складне метафізичне значення у своїх творах.
Серед прихильників мандрівного театру в Нігерії — Дуро Ладіпо та Мойсей Олайя, які внесли багато у сферу африканського театру в період змішування та експериментів корінного населення із західним театром.

#### Афро-американський театр
Історія афроамериканського театру має подвійне походження. Перший корениться в місцевому театрі, де афроамериканці виступали у парках. Їхні вистави були вкорінені в африканській культурі, перш ніж зазнали впливу американського середовища. Театр «Африканський гай» — перший афроамериканський театр, створений в 1821 році Вільямом Генрі Брауном ISBN 0521465850

## Азійський театр

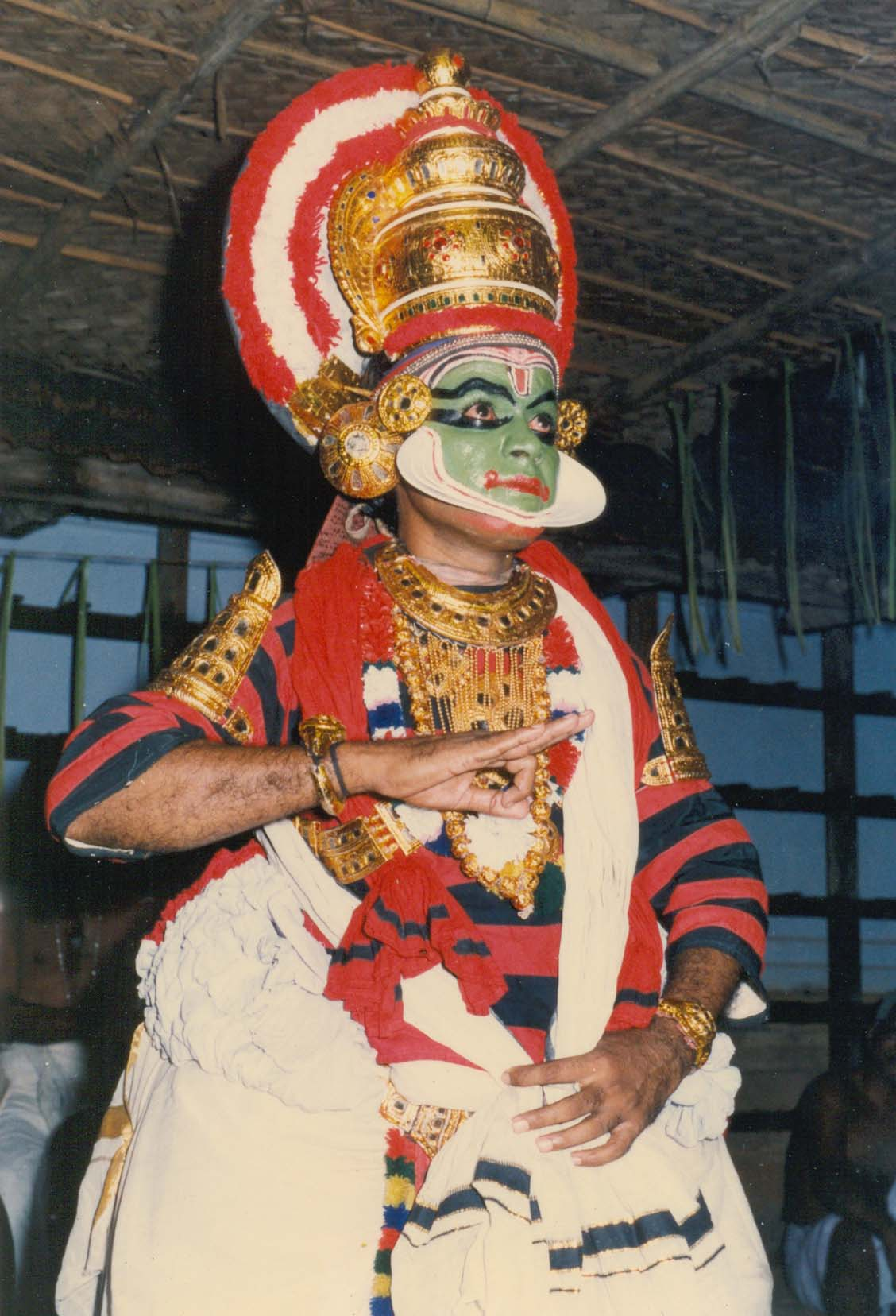
Єдиний збережений древній санскритський театр.

### Індійський театр

#### Огляд індійського театру
Найдавнішою формою індійського театру був санскритський театр. Він виник десь між 15 століттям до нашої ери і 1 століттям і процвітав між 1 століттям і 10 століттям. Ведичні тексти свідчать про драматичні п'єси, що ставляться під час церемоній Яджни. Діалоги варіюються від монологу до однієї особи до діалогу з трьома особами. Діалоги не лише релігійні у своєму контексті, але й світські, наприклад, один ригведичний монолог про азартного гравця, життя якого через це зіпсовано. Паніні у 5 столітті до нашої ери згадує драматичний текст «Натасутра», написаний двома індійськими драматургами Шилаліном та Кришашвою. Патанджалі також згадує назву втрачених п'єс, таких як Кемсавадха та Балібандха. З ісламськими завоюваннями, що розпочалися в 10-11 століттях, театр був знеохочений або повністю заборонений. Пізніше, намагаючись відстояти корінні цінності та ідеї, сільський театр заохочувався на всьому субконтиненті, розвиваючись великою кількістю регіональних мов з 15 по 19 століття. Сучасний індійський театр розвивався в період колоніального правління за Британської імперії, з середини 19 століття до середини 20 століття.

#### Театр санскриту
Найдавніші збережені фрагменти санскритської драми датуються І ст. Багатство археологічних свідчень попередніх періодів не свідчить про існування традицій театру. У Ведах (найдавніша індійська література, між 1500 і 600 рр. до н. е.) Немає жодних натяків на це; невелика кількість гімнів складається у формі діалогу), схоже, ритуали ведичного періоду не переросли в театр. Махабханья Патанджалі містить найдавніші посилання на те, що могло бути насінням санскритської драми. Цей трактат про граматику 140 р. до н. е. Передбачає реальну дату початку театру в Індії.
Не збереглося фрагментів жодної драми, можливо, рання буддистська література є найбільш ранніми свідченнями існування індійського театру. Палійські сутти (від V до III століть до н. Е.) Стосуються існування акторських труп (на чолі з головним актором), які виконували драми на сцені. Вказується, що ці драми включали танець, але були перераховані як окрема форма вистави поряд із танцями, співом та декламацією сюжетів.
Основним джерелом санскритського театру є «Трактат про театр», збірник, дата композиції якого не визначена І авторство якого приписується Бхараті Муні. «Трактат» — найповніший твір драматургії в античному світі. Він стосується акторської майстерності, танцю, музики, драматичного будівництва, реквізиту, організації компаній, глядачів, конкурсів та пропонує міфологічну розповідь про походження театру. Театр санскриту виконувався на священному ґрунті священиками, які навчились необхідним навичкам (танцю, музиці та декламуванню) у [спадковому процесі]. Його метою було як навчати, так і розважати.
Його драма розглядається як найвище досягнення санскритської літератури. Калідаса в 1 столітті до нашої ери вважається найбільшим санскритським драматургом Давньої Індії. Три відомі романтичні п'єси, написані Калідасою, — Малавікагнімітрам (Малавіка та Агнімітра), Вікрамуурвашіія (Що стосується Вікрами та Урваші) та Абхіджананашакунтала (Визнання Шакунтали). Останній був натхненний історією в Махабхараті і є найвідомішим. Це був перший переклад англійською та німецькою мовами. Чакунтала (в англійському перекладі) вплинула на «Фауста» Гете (1808—1832).
Великим індійським драматургом був Бхавабхуті (близько 7 століття). Він написав п'єси: Малаті-Мадхава, Махавірачаріта та Уттар Рамачаріта. Серед цих трьох останні дві охоплюють всю епопею про Рамаяну. Потужний індійський імператор Харша (606—648) написав три п'єси.

#### Катхакалі
Катхакалі — це високостилізований класичний індійський танець — драма, що відзначається макіяжем персонажів, вишуканими костюмами, детальними жестами та чітко визначеними рухами тіла. Він виник у сучасному штаті Керала в країні в 17 столітті і розвивався протягом багатьох років із покращеним зовнішнім виглядом, вишуканими жестами та доданими темами.

#### Сучасний індійський театр
Рабіндранат Тагор був піонером сучасної драматургії, писав п'єси, відомі своїм дослідженням і сумнівом щодо націоналізму, ідентичності, спіритизму та матеріальної жадібності. Його п'єси написані бенгальською мовою, до них належать « Читра» (« Читрангада», 1892), «Король Темної палати» (Раджа, 1910), «Пошта» (Дакгар, 1913) та «Червоний олеандр» (Рактакарабі, 1924).

### Китайський театр
За часів династії Шан у Китаї були театральні розваги. Жителі часто брали участь у музиці, клоунаді та акробатичних шоу.

#### Театр Хань і Тан
Під час династії Хань тіньова лялька вперше виникла як визнана форма театру. Існували дві різні форми тіньової ляльки — кантонська південна та пекінеська північна. Два стилі диференціювались за методом виготовлення ляльок та розташуванням стрижнів на ляльках. Обидва стилі зазвичай виконували п'єси, що зображували великі пригоди та фантазії. Кантонські ляльки-тіні були побудовані з використанням товстої шкіри, яка створювала більш суттєві тіні. Символічний колір також був дуже поширеним; чорне обличчя представляло чесність, червоне — хоробрість. Стрижні, якими керували кантонські маріонетки, прикріплювались перпендикулярно головам ляльок. Їх не бачила публіка при створенні тіні. Маріонетки пекінесів були більш ніжними і меншими. Вони були створені з тонкої напівпрозорої шкіри, зазвичай взятої з живота осла. Вони були намальовані яскравими фарбами, таким чином вони кидали дуже барвисту тінь. Тонкі стрижні, які контролювали їхні рухи, прикріплювались до шкіряного коміра на шиї ляльки. Стрижні йшли паралельно тілам ляльки, а потім поверталися на кут дев'яносто градусів, щоб з'єднатися з шиєю. Коли голівками не користувались, їх зберігали в мусліновій книжці або коробці з тканиною. Голови завжди знімали вночі. Це відповідало старому забобону, згідно з яким маріонетки, якщо їх залишити цілими, оживуть вночі. Деякі лялькові доходили до того, що зберігали голови в одній книзі, а тіла — в іншій, щоб ще більше зменшити можливість реанімувати маріонеток. Кажуть, що тіньова лялька досягла найвищої точки мистецького розвитку в 11 столітті, перш ніж стати інструментом уряду.
Династію Тан називають «Віком 1000 розваг». У цю епоху імператор Сюаньцзун створив акторську школу, відому як Діти Грушевого саду, щоб створити перш за все музичну драму.

#### Театр пісні та юанів
У династії Сун було багато популярних п'єс, де була акробатика та музика. Вони перетворилися в династії Юань на більш витончену форму з чотири- або п'ятиактовою структурою.
Драма юанів поширилася по Китаю, найвідоміша з яких — Пекінська опера, яка користується популярністю і сьогодні.

### Філіппінський театр
Під час 333-річного правління іспанського уряду вони впровадили на острови католицьку релігію та іспанський спосіб життя, які поступово злилися з культурою корінних народів, сформувавши «народну культуру низовини», яку нині поділяють основні етнолінгвістичні групи. Сьогодні драматичні форми, запроваджені або під впливом Іспанії, продовжують жити у сільській місцевості на всьому архіпелазі. Ці форми включають комедію, плелети, синакуло, сарсвелу та драму. В останні роки деякі з цих форм були пожвавлені, щоб зробити їх більш чутливими до умов та потреб країни, що розвивається.

### Тайський театр
У Таїланді традиція з Середньовіччя ставила вистави за сюжетами, побудованими з індійських епосів. Зокрема, театральна версія національного епосу Таїланду «Рамакієн», версія індійської «Рамаяни», залишається популярною в Таїланді і сьогодні.

### Кхмерський та малайський театр
У Камбоджі, в древній столиці Ангкор-Ват, на стінах храмів та палаців висічені історії з індійських билин Рамаяна та Махабхарата. Подібні рельєфи є в Боробудурі в Індонезії.

### Японський театр

#### Ні
Протягом 14 століття в Японії існували невеликі компанії акторів, які виконували короткі, часом вульгарні комедії. У директора однієї з цих компаній, Канамі (1333—1384), народився син Зеамі Мотокійо (1363—1443), котрий вважався одним з найкращих дитячих акторів в Японії. Коли компанія Каньямі виступала для Асікага Йошиміцу (1358—1408), японського шогуна, він благав Зеамі про придворну освіту для мистецтв. Після того, як Зеамі замінив свого батька, він продовжував виступати та адаптувати свій стиль до того, що сьогодні є Но. Суміш пантоміми та вокальної акробатики, цей стиль зачаровує японців сотні років.

#### Бунраку
Після тривалого періоду громадянських воєн та політичного безладу Японія була об'єднана і знаходилася в мирі завдяки Шогуну Токугаві Іеясу (1543—1616). Стривожений зростанням християнського зростання, він перервав контакти з Японією і оголосив християнство поза законом. Коли мир настав, розквіт культурного впливу та зростаючий купецький клас вимагали власних розваг. Першою формою театру, що процвітала, був Нінґйо джурурі (зазвичай його називають Бунраку). Засновник і головний внесок у Нінґйо джурурі Чикамацу Монцаемон (1653—1725) перетворив свою форму театру на справжній вид мистецтва. Це високостилізована форма театру з використанням ляльок розміром приблизно в 1/3 розміром з людину. Чоловіки, які керують ляльками, тренуються все своє життя, щоб стати майстрами ляльок, коли потім вони можуть керувати головою та правою рукою ляльки та обирати показувати свої обличчя під час вистави. Інші маріонетки, керуючи менш важливими кінцівками маріонетки, накривають себе та свої обличчя чорним костюмом, щоб натякати на свою невидимість. Діалогом займається одна людина, яка використовує різні тони голосу та манери говоріння для імітації різних персонажів. За свою кар'єру Чікамацу написав тисячі п'єс, більшість з яких використовуються і сьогодні. Вони носили маски замість вишуканого макіяжу. Маски визначають їх стать, особистість та настрої, в яких знаходиться актор.

#### Кабукі
Кабукі почався незабаром після Бунраку. Легенда свідчить, що актриса на ім'я Окуні жила в кінці 16 століття. Нестабільні рухи танцювального типу також є ефектом Бунраку. Однак Кабукі є менш формальний і віддалений від Ні, проте дуже популярний серед японської публіки. Актори навчаються різному, включаючи танці, співи, пантоміму та навіть акробатику. Спочатку кабукі виконували молоді дівчата, потім молоді хлопці, а до кінця 16 століття компанії Кабукі складалися з усіх чоловіків.

#### Буто

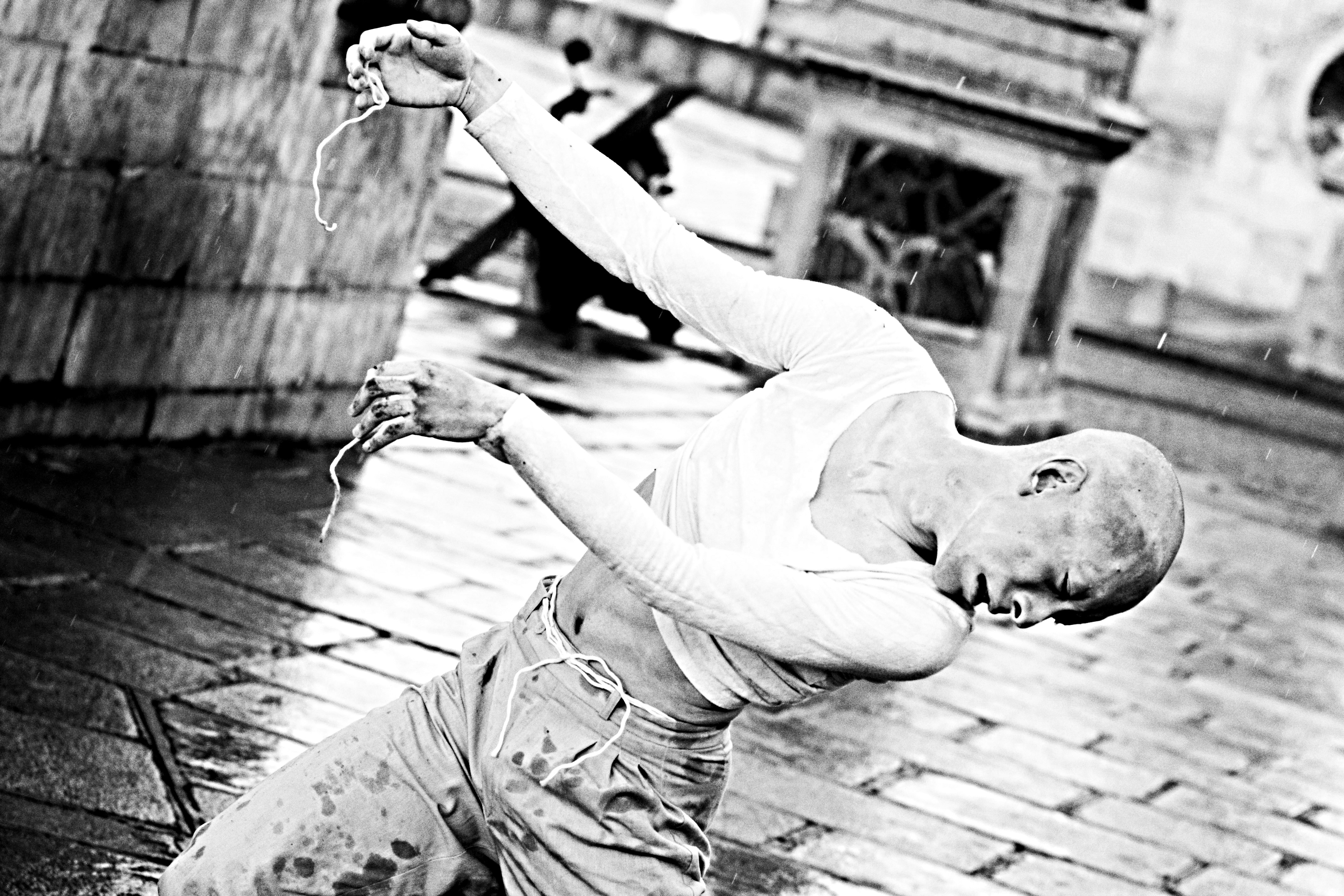
Gyohei Zaitsu виконання Буто

Буто — це назва різноманітного виду діяльності, технік та мотивацій для танцю, виступу чи руху, натхненного рухом Ніхонґо. Він включає грайливі та гротескні образи, теми табу, екстремальні або абсурдні умови, виконується з аудиторією або без неї. Не існує встановленого стилю, і він може бути суто концептуальним і взагалі не рухатись. Його витоки приписують легендам японського танцю Тацумі Хіджіката та Кадзуо Оно. Буто з'явився вперше в Японії після Другої світової війни, особливо після студентських заворушень. Ролі влади піддавалися оскарженню.

### Турецький театр
Перша згадка про театральні вистави в Османській імперії, пов'язані з появою іспанських євреїв наприкінці XV — XVI ст. Згодом інші меншини (роми, греки та вірмени) долучились до цієї галузі.

### Перський театр

#### Середньовічний ісламський театр
Найпопулярнішими формами театру в середньовічному ісламському світі були ляльковий театр (до якого входили маріонетки, п'єси тіней та постановки маріонеток) та живі пристрасні вистави, відомі як тазія, в яких актори відтворюють епізоди з історії мусульман. Світські п'єси, відомі як ахраджа, були записані в середньовічній літературі про адаб, хоча вони були менш поширеними, ніж ляльковий театр і театр таїзії.